# Канадский музей авиации и космоса (Торонто)
Канадский музей авиации и космоса, англ. Canadian Air and Space Museum (ранее Торонтский аэрокосмический музей, англ. Toronto Aerospace Museum) — бывший музей в г. Торонто, посвящённый истории и достижениям авиации и космонавтики. Музей был размещён в ангаре, ранее принадлежавшем авиационной фирме de Havilland.
Ангар, расположенный в Даунсвью-парке, был приобретён Королевскими канадскими ВВС для включения в состав своей наблюдательной станции Даунсвью, а позднее для военной базы, закрытой в апреле 1996 г.
Экспозиция включала самолёты с ранних лет существования авиации и до настоящего времени.
В 2011 г. собственник здания выселил музей, у которого к тому времени накопилась крупная задолженность по арендной плате, с тем, чтобы разместить в здании спортивный центр. До настоящего времени музей не нашёл нового помещения.

## Галерея

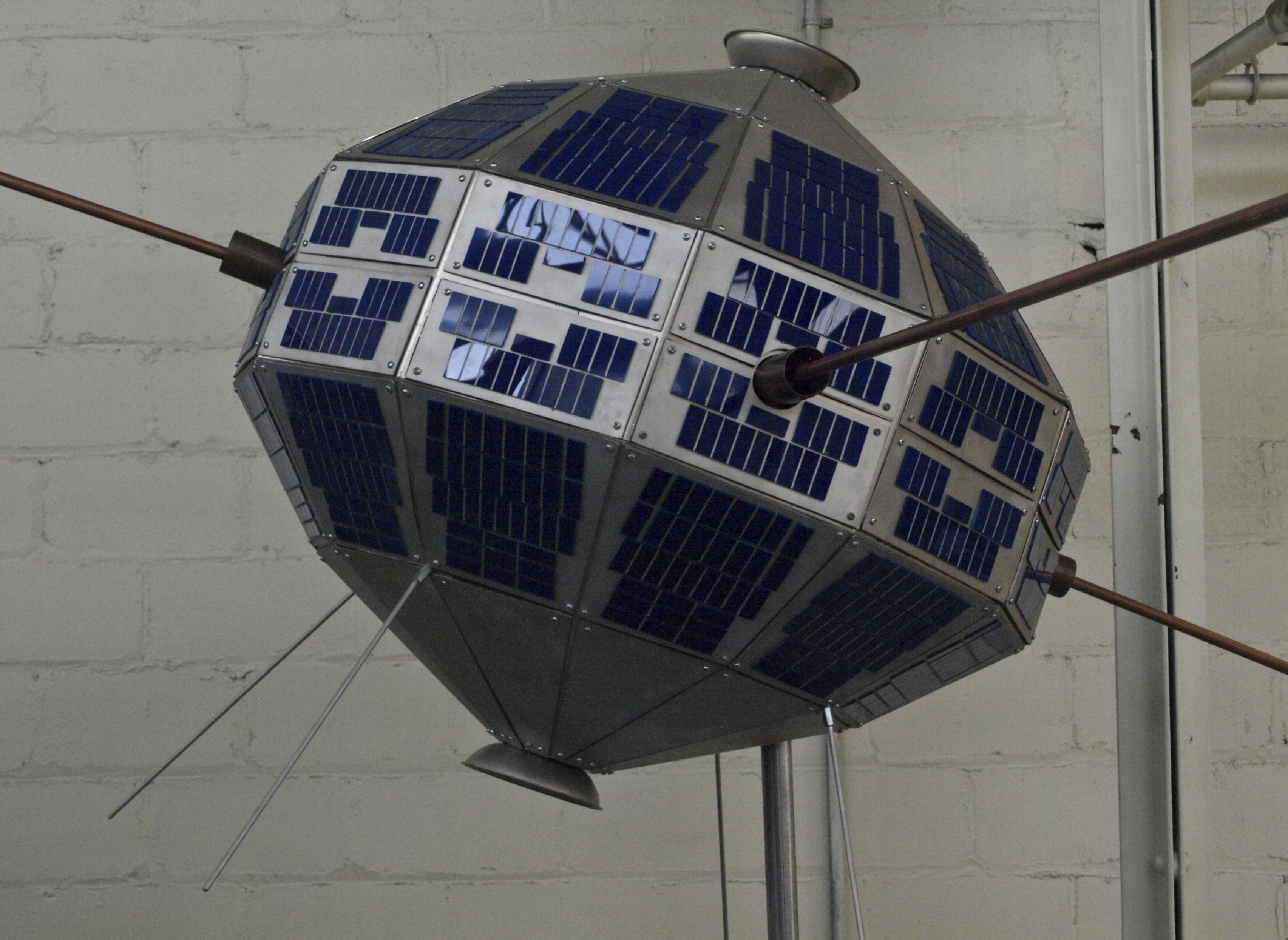
Копия Alouette I.
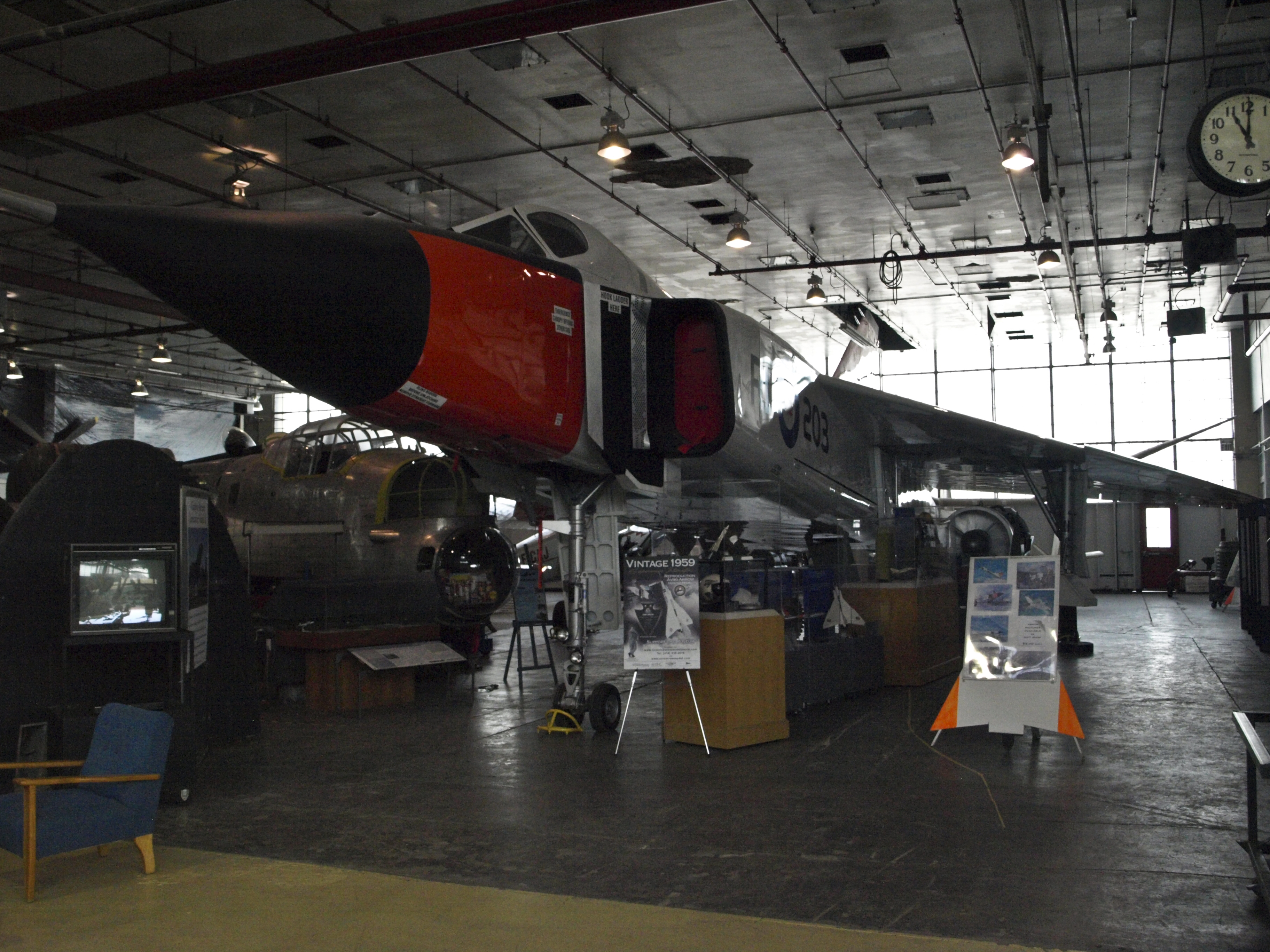
Полноразмерная копия Avro Arrow.
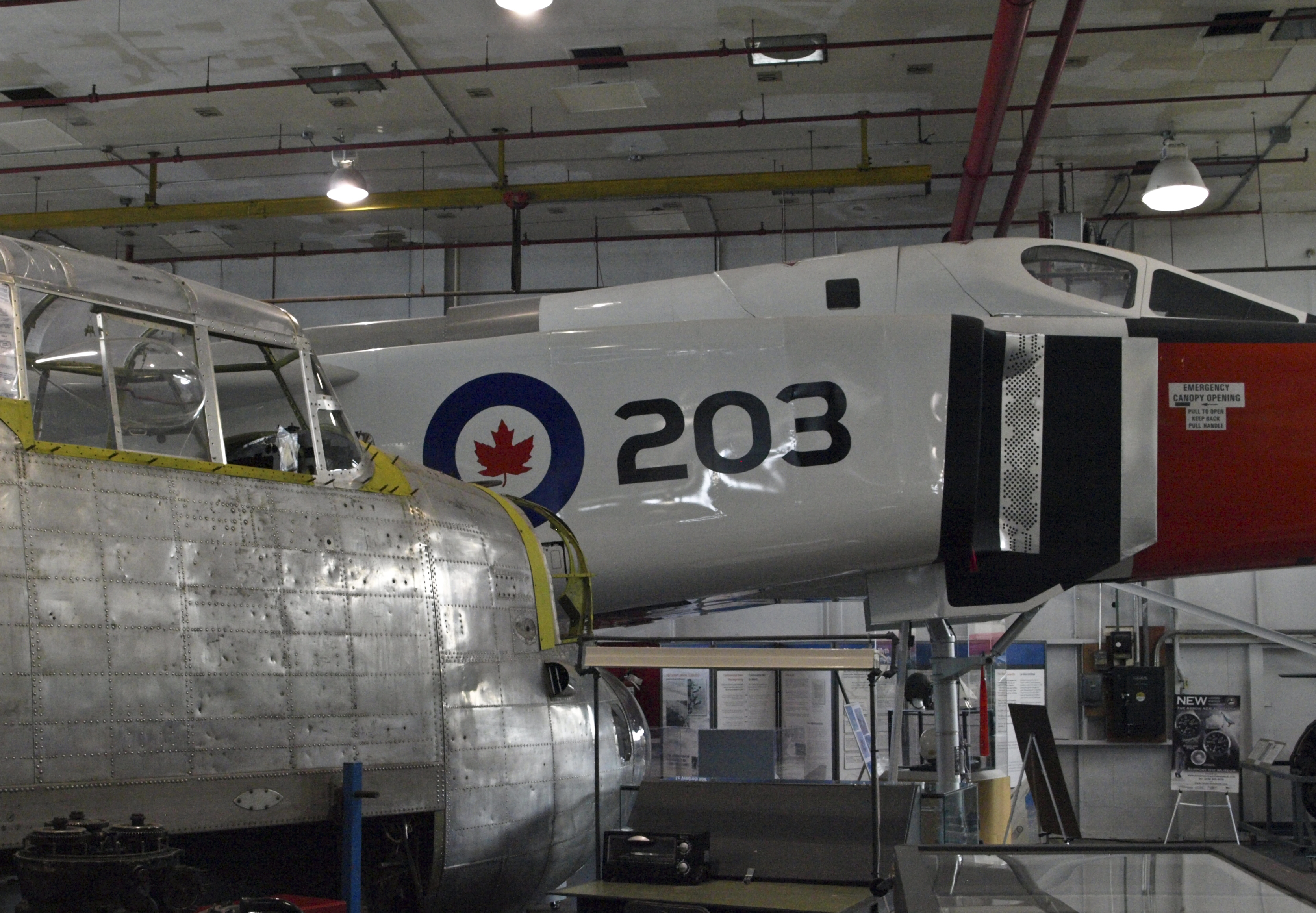
Реставрация самолёта Avro Lancaster; рядом расположена полноразмерная копия.
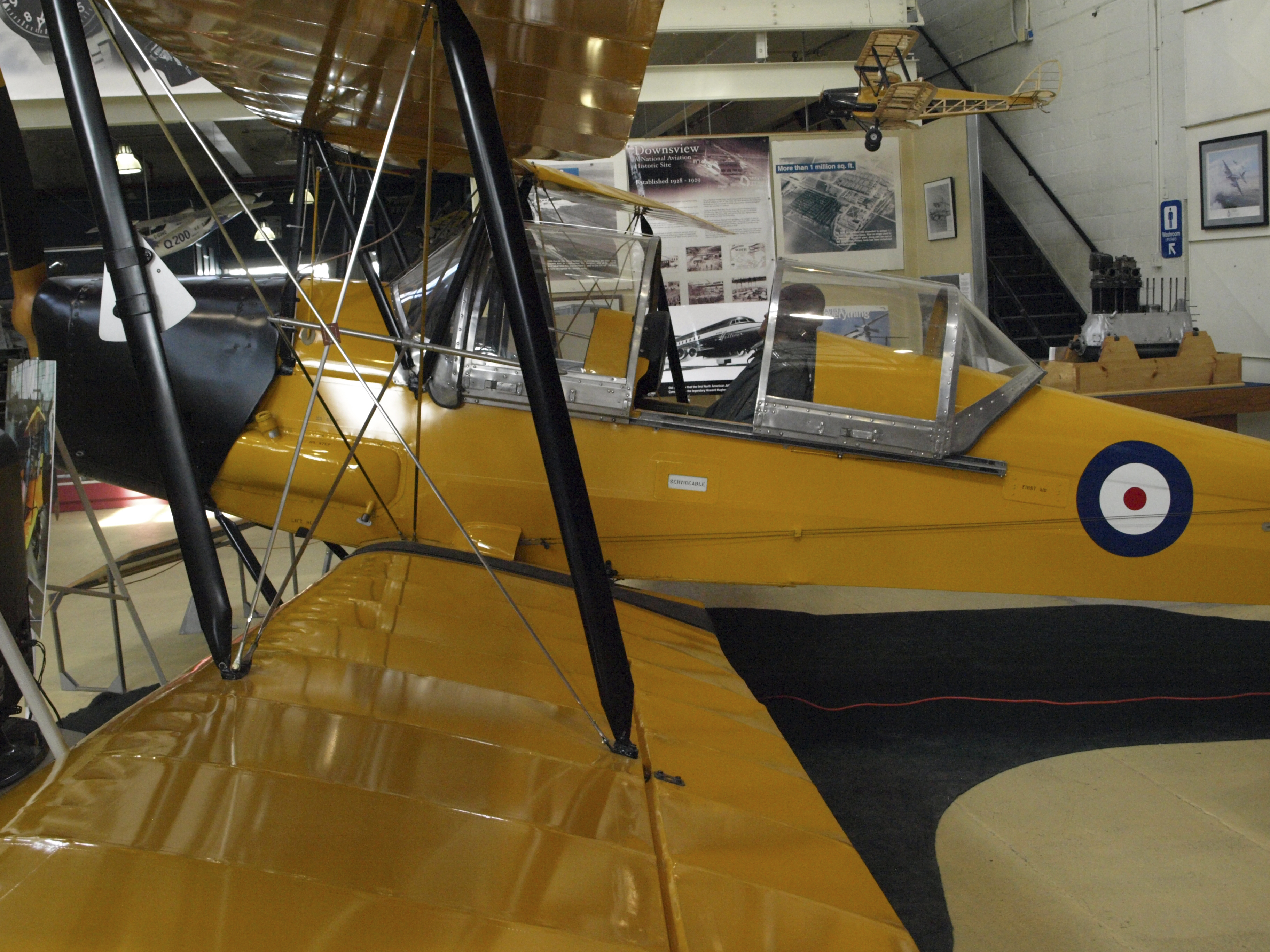
Восстановленный Tiger Moth на экспозиции.